# ألكسندر ستانوفيتش
ألكسندر ستانوفيتش (بالسيريلية الصربية: Александар Станојевић) (مواليد 28 أكتوبر 1973)، هو لاعب كرة قدم سابق، ومدرب كرة قدم صربي حالي. يدرب حالياً نادي الزمالك المصري.

## روابط خارجية
- ألكسندر ستانوفيتش على موقع قاعدة بيانات كرة القدم.إي يو (الإنجليزية)
- ألكسندر ستانوفيتش على موقع عالم كرة القدم.نت (الإنجليزية)